# Stade national (Kaohsiung)
Pour les articles homonymes, voir Stade national.
Le Stade national (en chinois simplifié : 国家体育场 ; chinois traditionnel : 國家體育場 ; pinyin : Guójiā Tǐyùchǎng) est un stade omnisports situé à Kaohsiung, à Taïwan. Surnommé stade du Dragon (chinois simplifié : 龙腾体育场 ; chinois traditionnel : 龍騰體育場 ; pinyin : Lóngténg tǐyùchǎng), il est actuellement le plus grand stade taïwanais en termes de capacité.
À son ouverture, il est originellement nommé 2009 World Games Main Stadium (chinois simplifié : 2009世运会主场馆 ; chinois traditionnel : 2009世運會主場館 ; pinyin : 2009 Shì Yùnhuì Zhǔchǎngguǎn) ou World Games Stadium en version courte, dans le cadre des Jeux mondiaux de 2009. 

## Historique
Achevé en 2009, il accueille les Jeux mondiaux de 2009, plus particulièrement les cérémonies d'ouverture et de fermeture ainsi que les épreuves de rugby à sept et d'ultimate. À l'issue de ce tournoi, le stade accueille également des matchs de l'équipe nationale.
Le complexe d'une capacité maximale de 55 000 spectateurs, imaginé par l'architecte japonais Toyō Itō, est intégralement alimenté à l'énergie solaire pour subsister à ses besoins énergétiques. Le stade fut le premier stade au monde à fournir de l'électricité grâce à la technologie de l'énergie solaire. Les 8 844 panneaux solaires couvrant 22 000 mètres carrés sur la toiture de la vaste façade sont capables de produire la puissance requise par le stade, ce qui permet de réduire à zéro l'apport extérieur d'électricité nécessaire. Lorsque le stade n'est pas utilisé pour un événement sportif, il est alors utilisé pour redistribuer de l'énergie à l'extérieur du complexe sportif. 
Sa forme en semi-spirale et sa structure à l'apparence écailleuse avec ses équipements photovoltaïques lui ont donné son surnom de stade-dragon. Sa structure faite d'un entrelac de tubulures spiralées d'une hauteur maximale de 35 m donne une apparence de légèreté inhabituelle pour les stades. Elle fait le tour du terrain, s'étend au-dessus des tribunes et est ouverte sur le devant du côté de la station de métro. 

## Galerie

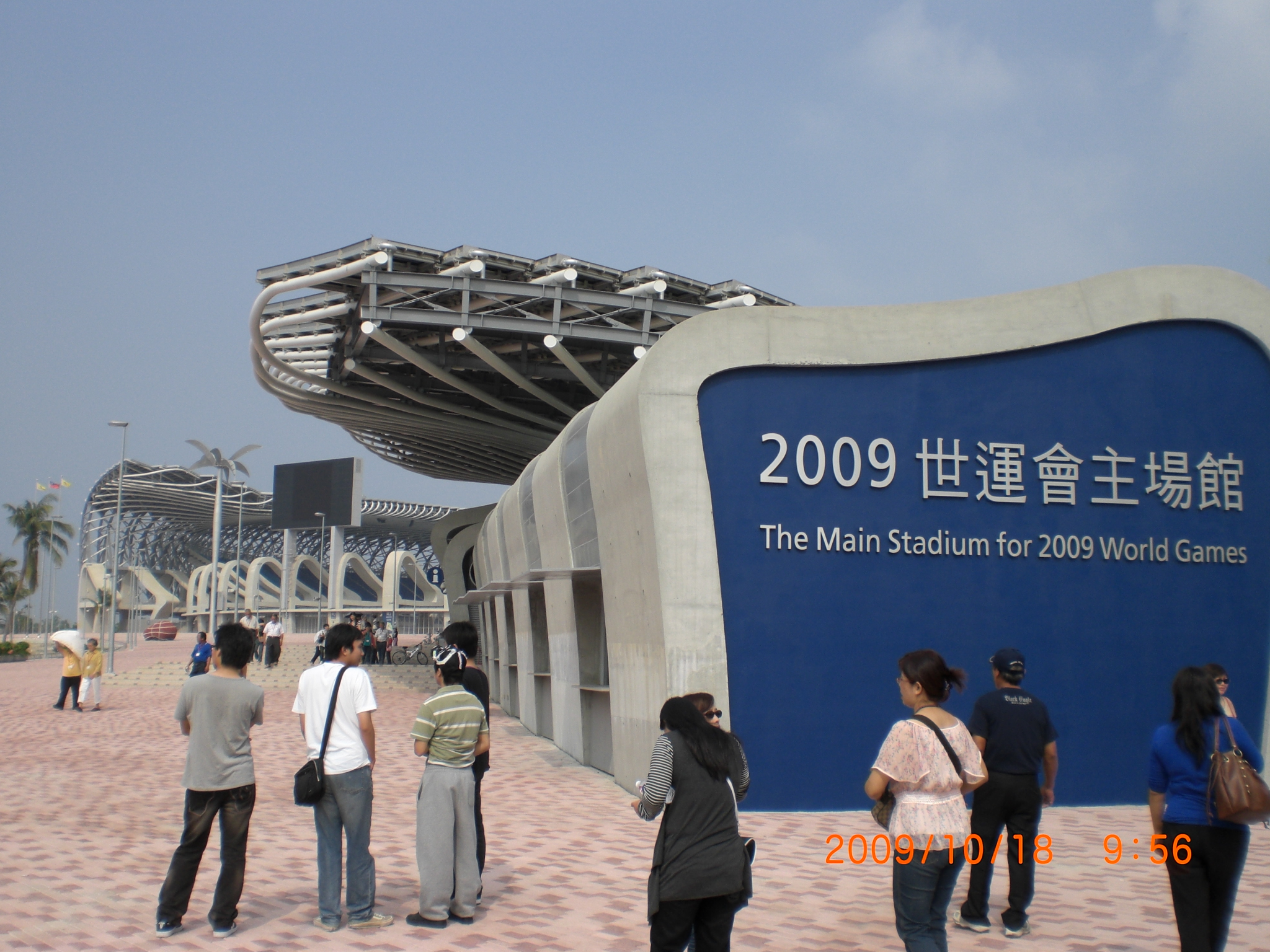
Devanture
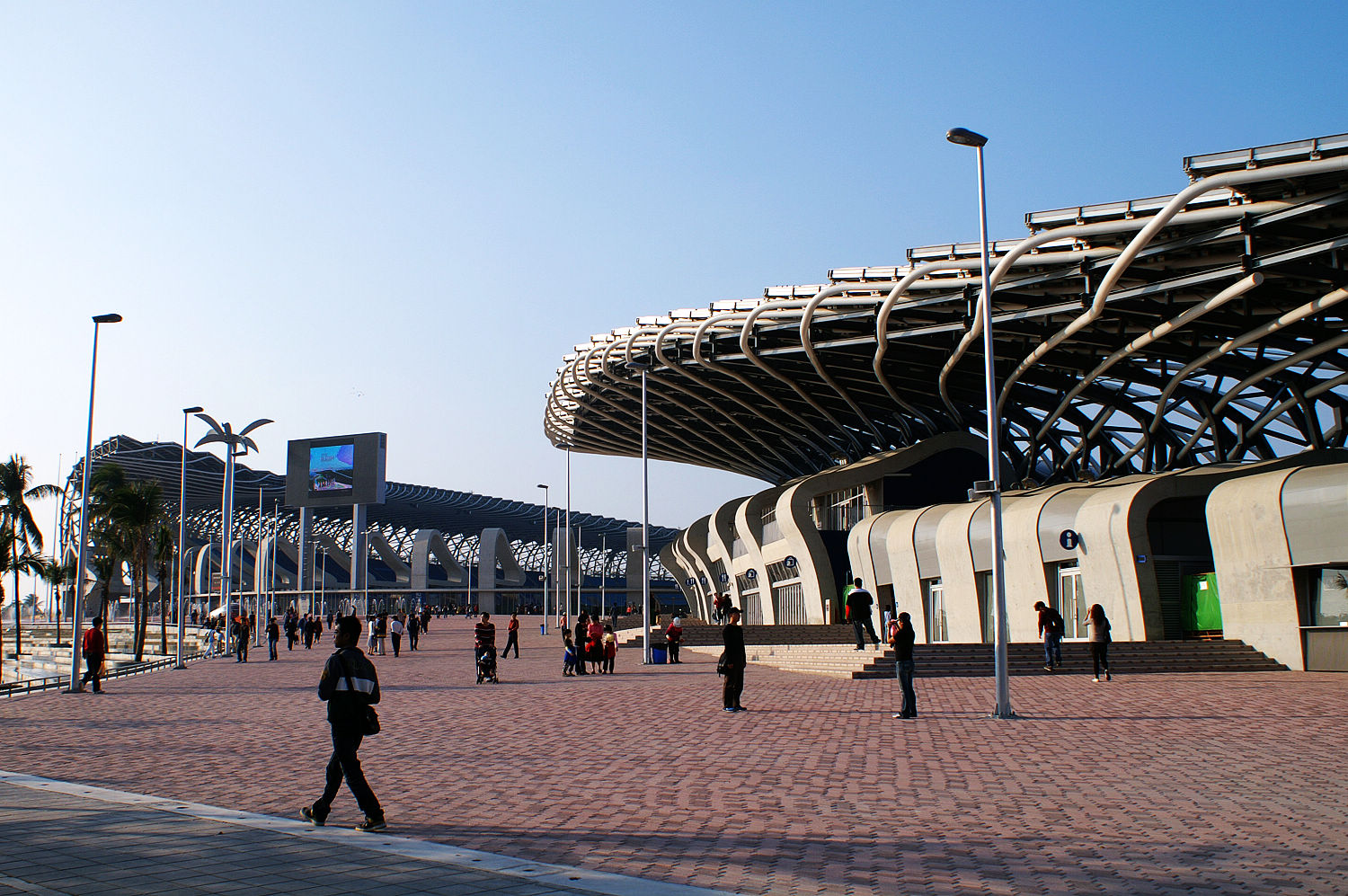
Place principale
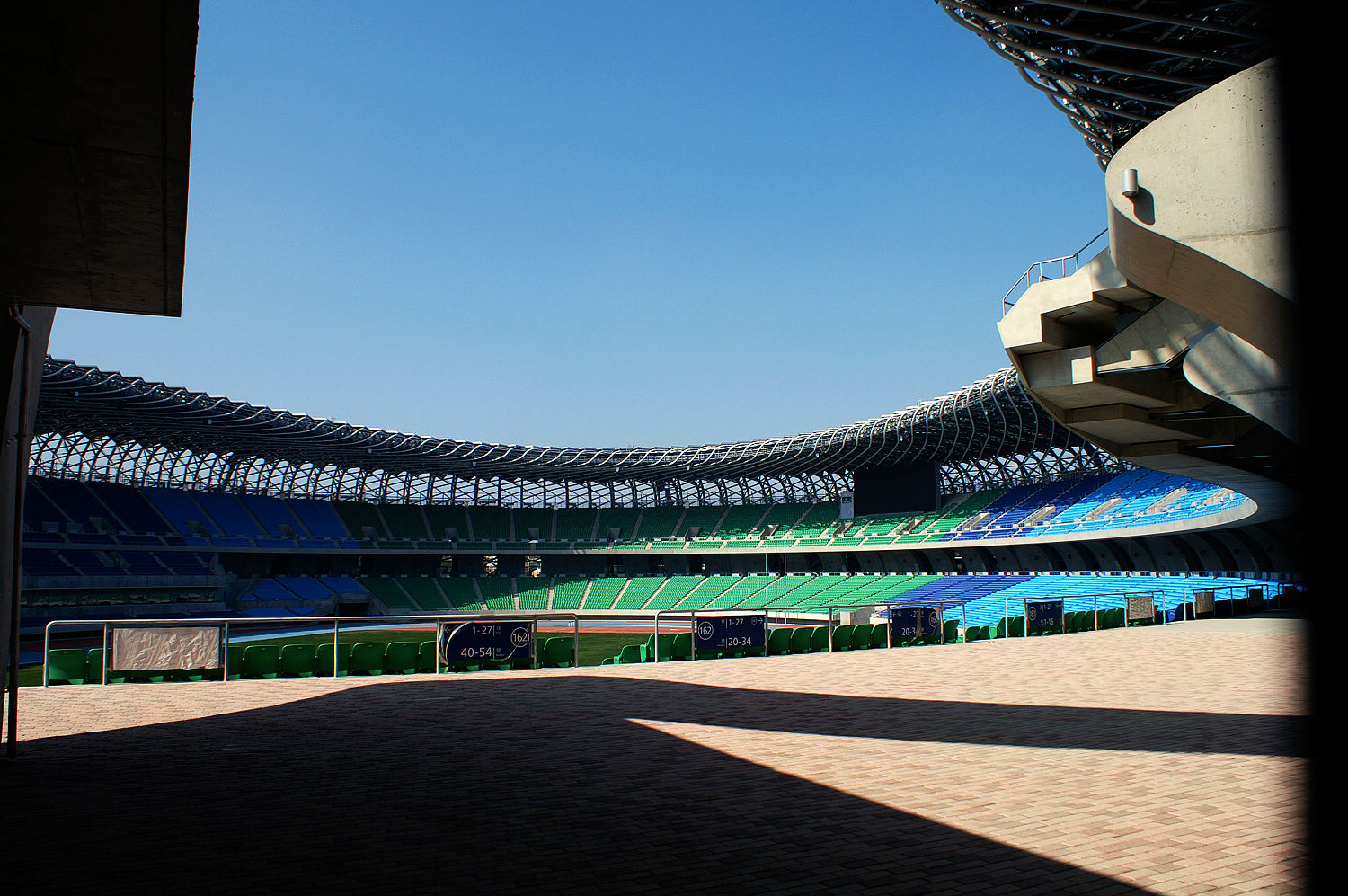
Auditorium
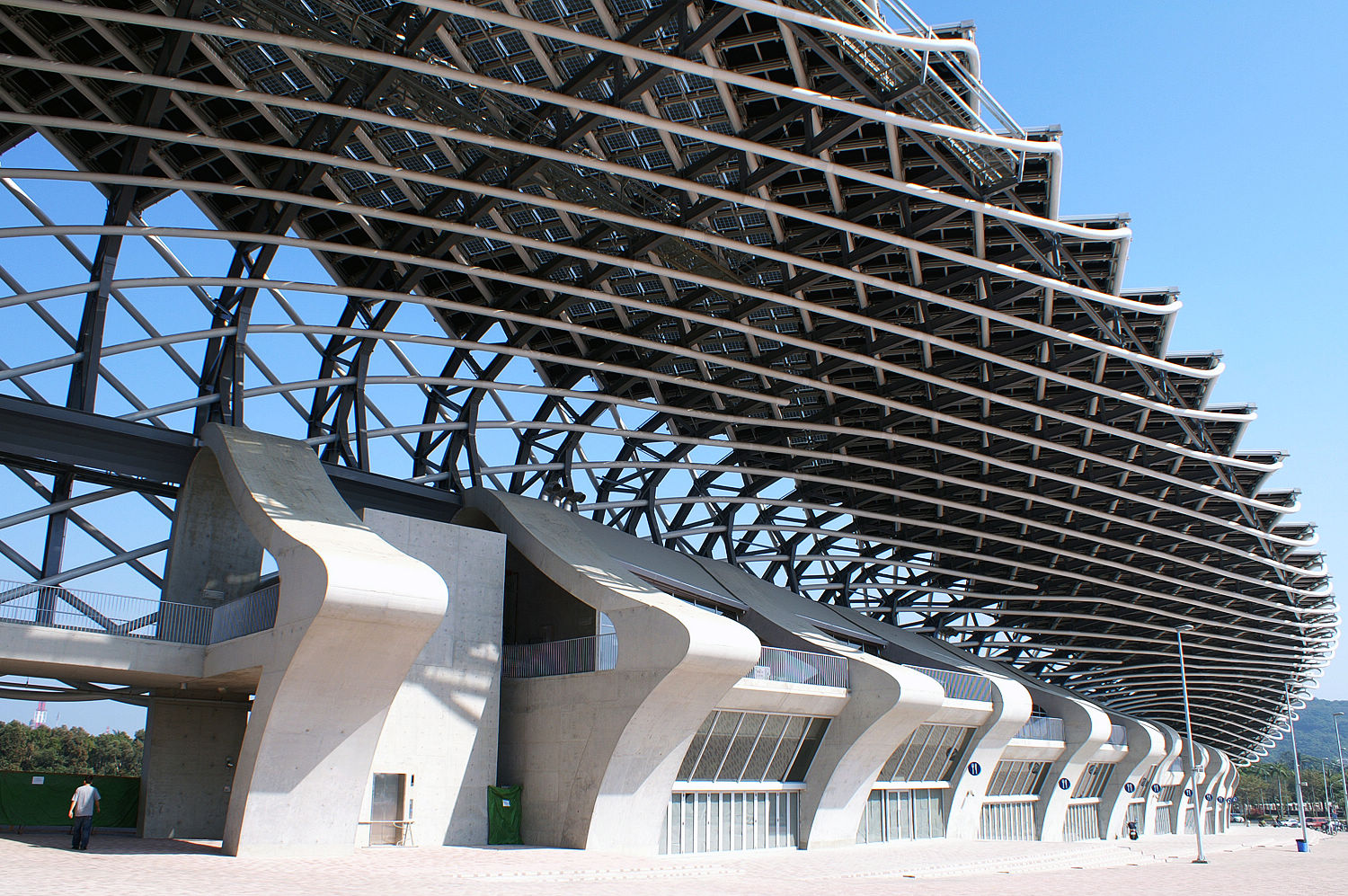
Toit
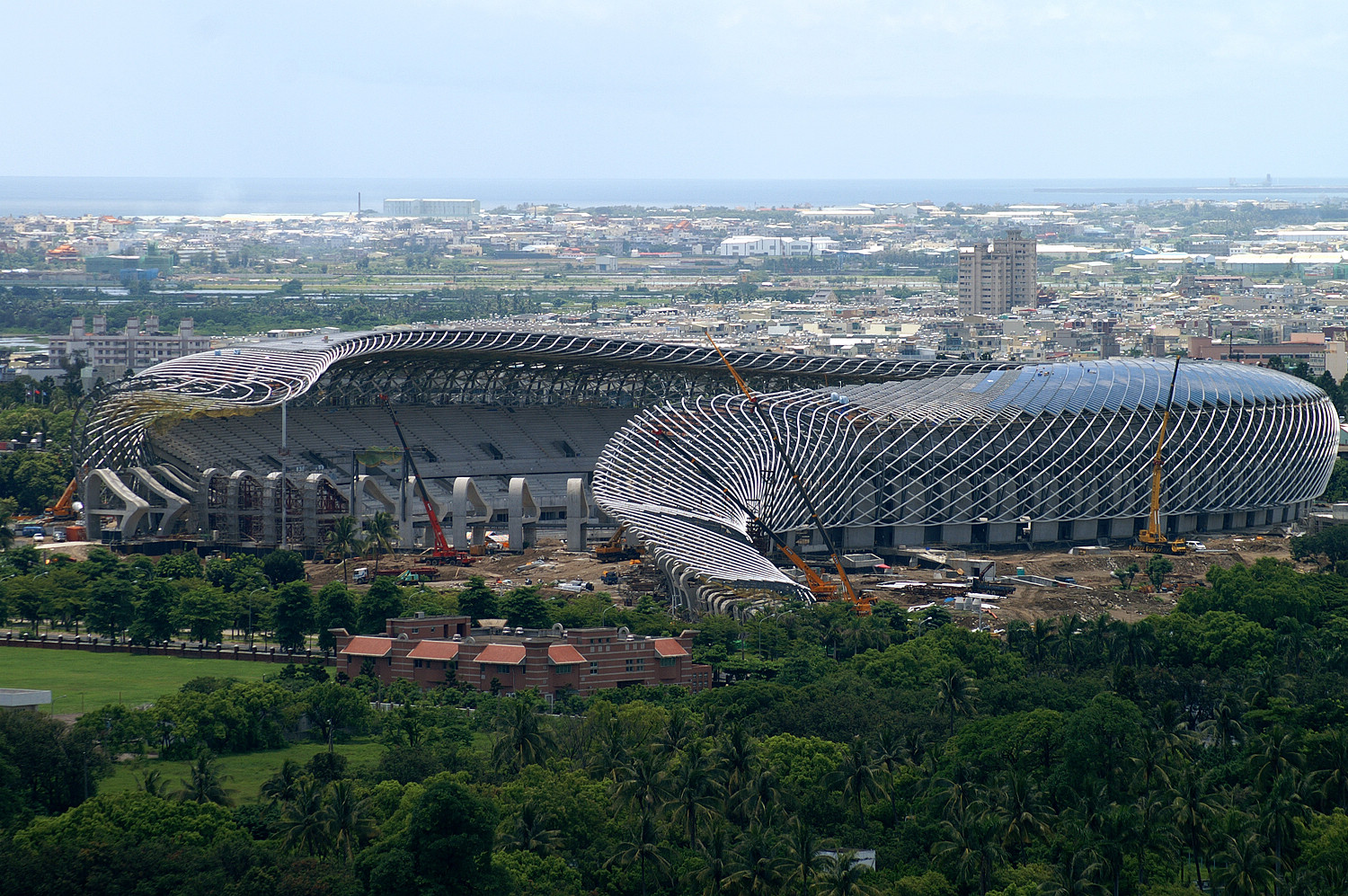
En construction, le 15 juillet 2008
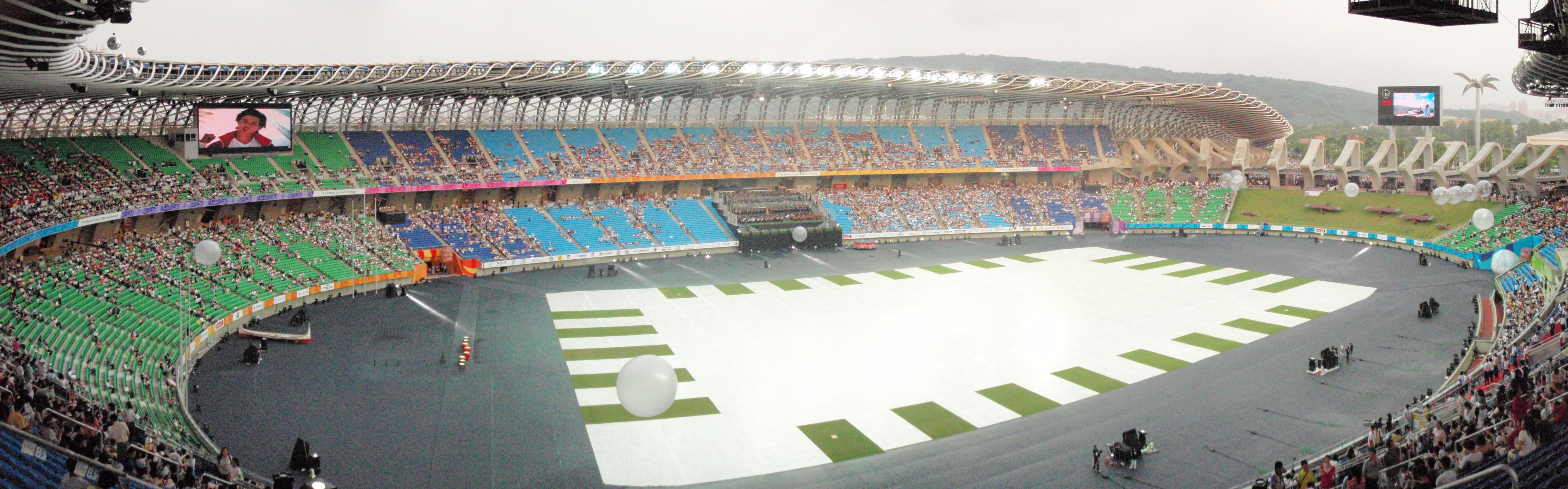
Durant les Jeux mondiaux de 2009
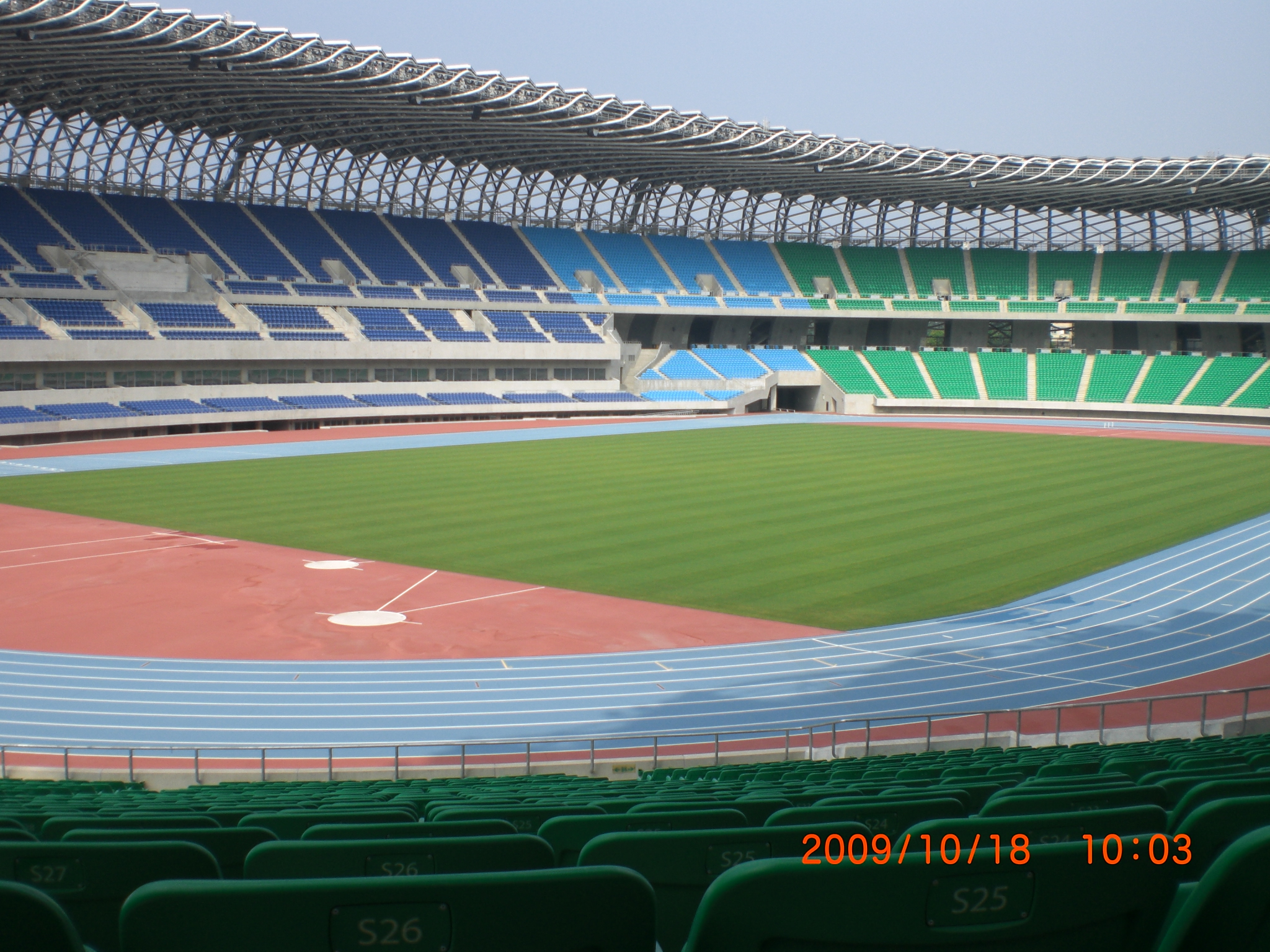
Après la cérémonie de fermeture des Jeux mondiaux de 2009
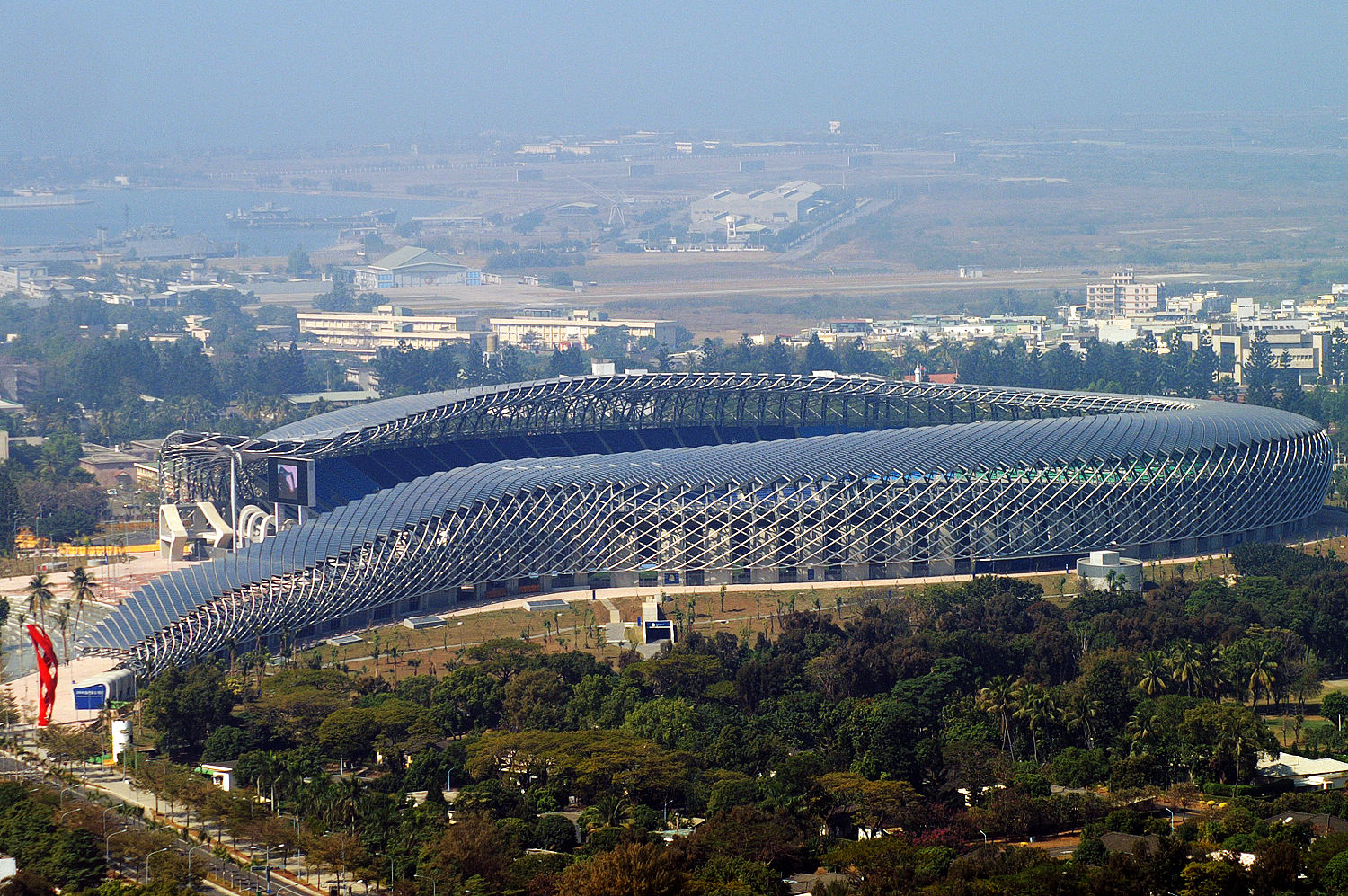
Stade national